# O-1 (Turkije)
De O-1 of Otoyol 1 (Autosnelweg 1) is een autosnelweg in Turkije. De weg vormt de binnenring van Istanboel. Een belangrijk onderdeel van de weg is de Bosporusbrug, de oudste vaste verbinding over de Bosporus tussen Europa en Azië. Tegenwoordig is er een nieuwere brug, de Fatih Sultan Mehmetbrug in de O-2.
O-1 · 
O-2 · 
O-3 · 
O-4 · 
O-5 · 
O-6 · 
O-7 · 
O-20 · 
O-21 · 
O-21A · 
O-22 · 
O-30 · 
O-31 · 
O-32 · 
O-33 · 
O-50 · 
O-51 · 
O-52 · 
O-53 · 
O-54 · 
O-57